# Limes Tripolitanus
Limes Tripolitanus was de Romeinse rijksgrens in het noordwesten van het huidige Libië.
Voor de Romeinen was Tripolitana, het driestedengebied, een moeilijk te verdedigen gebied, omdat het achterland, waar de soms agressieve Garamanten woonden, uit (half)woestijn bestond. Het plaatsen van forten in het droge gebied was geen optie, omdat het land te onvruchtbaar was om de garnizoenen te voeden.

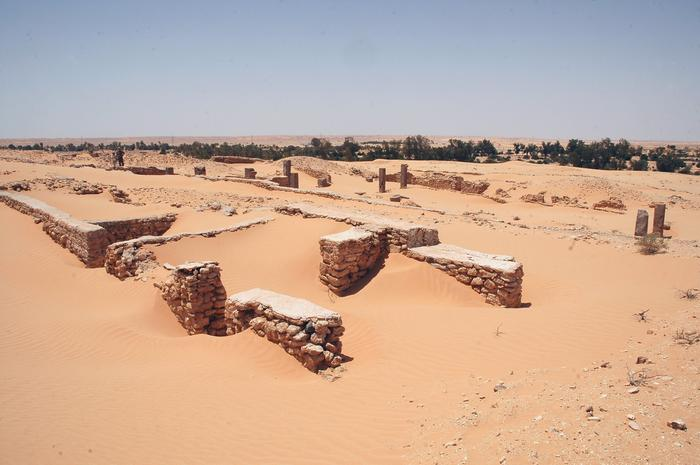
Bu Njem; foto Livius.Org.

In het jaar 202 gelastte de Romeinse keizer Septimius Severus toch de bouw van drie forten, gelegen bij het huidige Ghadames, Gheriat el-Garbia en Bu Njem. Tegelijk liet hij de wadis tot ontginning brengen door er dammen en sluizen in te bouwen. In totaal werden in de 3e eeuw tweeduizend boerderijen gesticht. Nadat het ecosysteem op deze wijze was aangepast aan de militaire behoeften, waren de drie steden Sabratha, Oea (Tripoli) en Lepcis Magna voldoende beveiligd. Tot de nieuw gestichte burgerlijke nederzettingen behoort Ghirza.
De Romeinse strijdmacht van de Limes Tripolitanus bestond uit het Derde legioen Augusta en auxilia. Toen deze in 238 werd ontbonden, namen de boeren het heft in eigen handen door de bouw van versterkte boerderijen (centenaria), waarvan er ongeveer 2000 zijn gelokaliseerd (zoals Gheriat esh-Shergia en Qasr Banat).
De zo ontstane economie, die op zorgvuldig waterbeheer was gebaseerd, overleefde de bezetting van het gebied door de Vandalen in 445, de Byzantijnse periode (vanaf 530) en de overgang naar de Islam. Sommige centenaria, zoals Suq al-Awty, bereikten pas nu hun grootste omvang. 
De Siciliaanse geleerde Al-Idrisi (1100-1165/1166) dateert de ondergang van de limescultuur in de 11e eeuw.